# Giovani dos Santos
Giovani Alex dos Santos Ramírez (Monterrey, 11 maggio 1989) è un ex calciatore messicano di ruolo centrocampista.

## Biografia
È figlio dell'ex calciatore brasiliano Gerardo dos Santos e di una donna messicana. Possiede inoltre anche il passaporto spagnolo. Pure i suoi fratelli Jonathan ed Éder dos Santos sono calciatori.

## Caratteristiche tecniche
Nasce come seconda punta, anche se col tempo comincia ad essere utilizzato sia come trequartista, sia come centravanti. Fisicamente leggero, fa dell’agilità, della corsa e del dribbling i suoi punti di forza.
Nel 2010 è stato inserito nella lista dei migliori calciatori nati dopo il 1989 stilata da Don Balón.

## Carriera

### Club

#### Barcellona

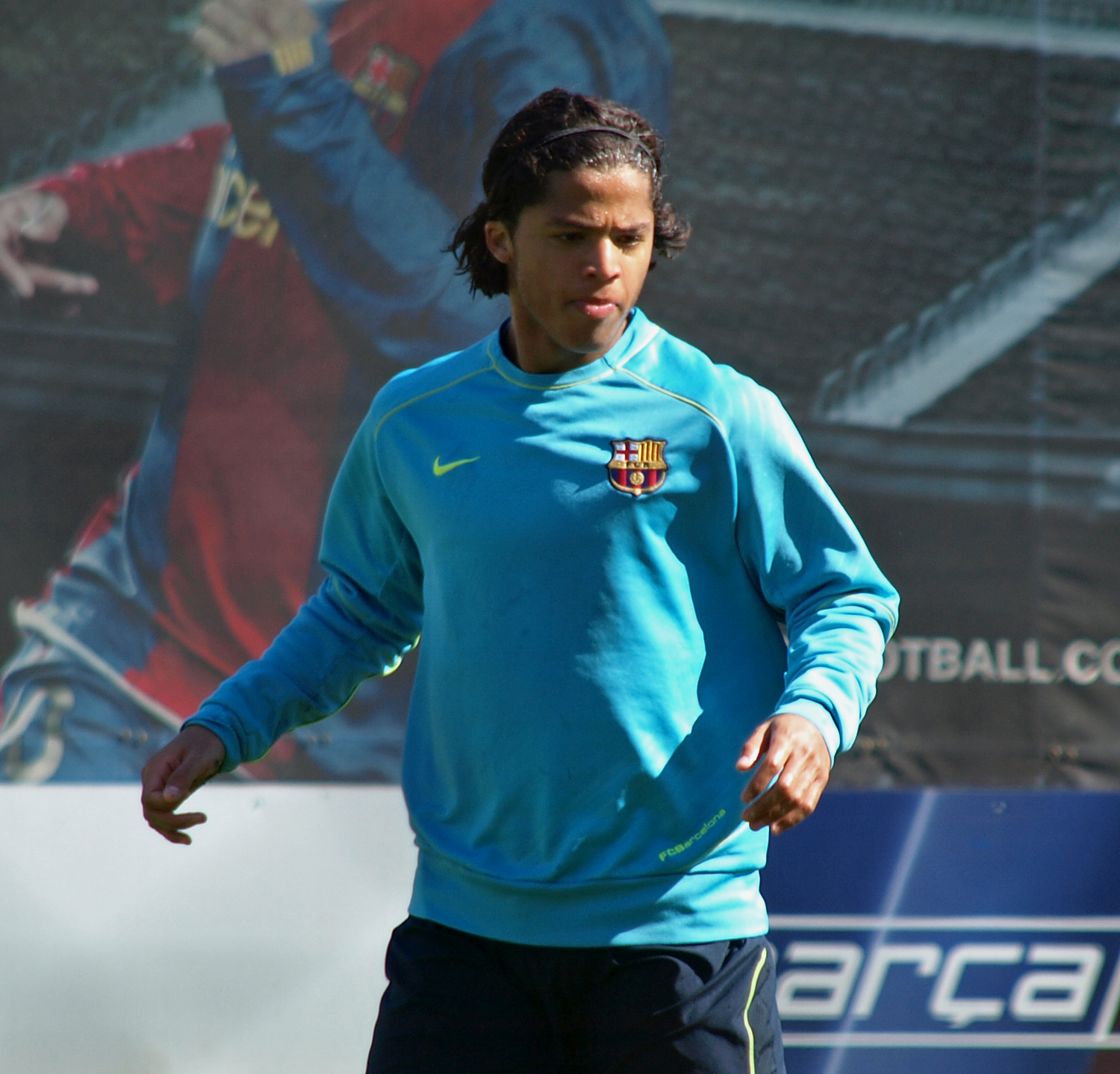
Dos Santos in allenamento con il Barcellona nel 2008.

Cresciuto nel settore giovanile del Barcellona, nella stagione 2006-2007 ha militato nel Barcellona B, collezionando 27 presenze e 6 reti. L'anno successivo è stato aggregato in prima squadra; tuttavia, nonostante 28 presenze e 3 reti, il messicano non ha ripagato a pieno le aspettative della società blaugrana e nell'estate seguente è stato messo sul mercato.

#### Tottenham e vari prestiti
Il 6 giugno 2008 passa a titolo definitivo al Tottenham, con cui firma un contratto di cinque anni.
Il 31 gennaio del 2009 viene annunciato il suo passaggio al Portsmouth per una cifra complessiva di 7 milioni di euro, ma l'acquisto salta per il mancato superamento delle visite mediche.
Il 13 marzo seguente l'Ipswich Town annuncia l'ingaggio a titolo temporaneo del centrocampista offensivo.
Il 17 marzo, in un incontro di Championship - la serie B inglese - contro il Burnley, il messicano, al debutto con la nuova maglia, sigla la rete del pareggio con un pregevole sinistro da fuori area.
Tornato al Tottenham, viene ceduto nel 2010 in prestito al Galatasaray Spor Kulübü, club di punta della Süper Lig, la massima serie turca. Alla fine del prestito torna agli Spurs.
Il 31 gennaio 2011 il Tottenham lo cede nuovamente in prestito al Racing Santander fino alla fine della stagione 2010-2011.
Il 5 febbraio debutta con la nuova maglia nella partita contro il Real Saragozza e il 27 febbraio segna il suo primo gol contro il Villarreal (2-2).
Terminato il prestito, fa ritorno al Tottenham dove disputa la stagione 2011-2012.

#### Maiorca
Il 31 agosto 2012 firma un contratto di 4 anni con il Maiorca. Dopo i prestiti continui degli anni precedenti, che ne avevano rallentato la crescita, a Maiorca trova fiducia e questo si traduce in un'ottima annata, in cui disputa 29 partite e realizza 6 gol.

#### Villarreal
Passato al Villarreal, esordisce nel match di campionato contro l'Almeria contribuendo in maniera decisiva nella vittoria della propria compagine con un gol ed un assist. La squadra troverà un buon piazzamento in sesta posizione, grazie anche al contributo del messicano, che gioca molto e migliora in fase realizzativa, con 11 gol in 31 partite di campionato.

#### LA Galaxy
Il 15 luglio 2015 passa in Major League Soccer accasandosi alla franchigia dei Los Angeles Galaxy per circa 6 milioni di euro. Indossa la maglia numero 10. Il 10 agosto 2015 segna all'esordio contro i Seattle Sounders. Nonostante l'arrivo a metà stagione, si rende fin da subito protagonista, partendo sempre titolare nelle 10 partite e realizzando 3 gol e 5 assist.
Nel 2016, nella sua prima stagione intera con i LA Galaxy, Giovani dos Santos diventa il sesto giocatore nella storia del club a segnare il record di andare in doppia cifra sia nel numero dei gol (14) sia in quello degli assist (12). Viene nominato quattro volte nel Team of The Week da MLSSoccer.com, selezionato due volte per il MLS Player of the Week e una per il MLS Goal of the Week. Viene inoltre selezionato come giocatore dell'anno per i LA Galaxy.
Il 1º marzo 2019 rescinde il contratto che lo legava al club californiano.

### Club America
Il 7 luglio 2019 si trasferisce in Messico, più precisamente all'América.

### Nazionale

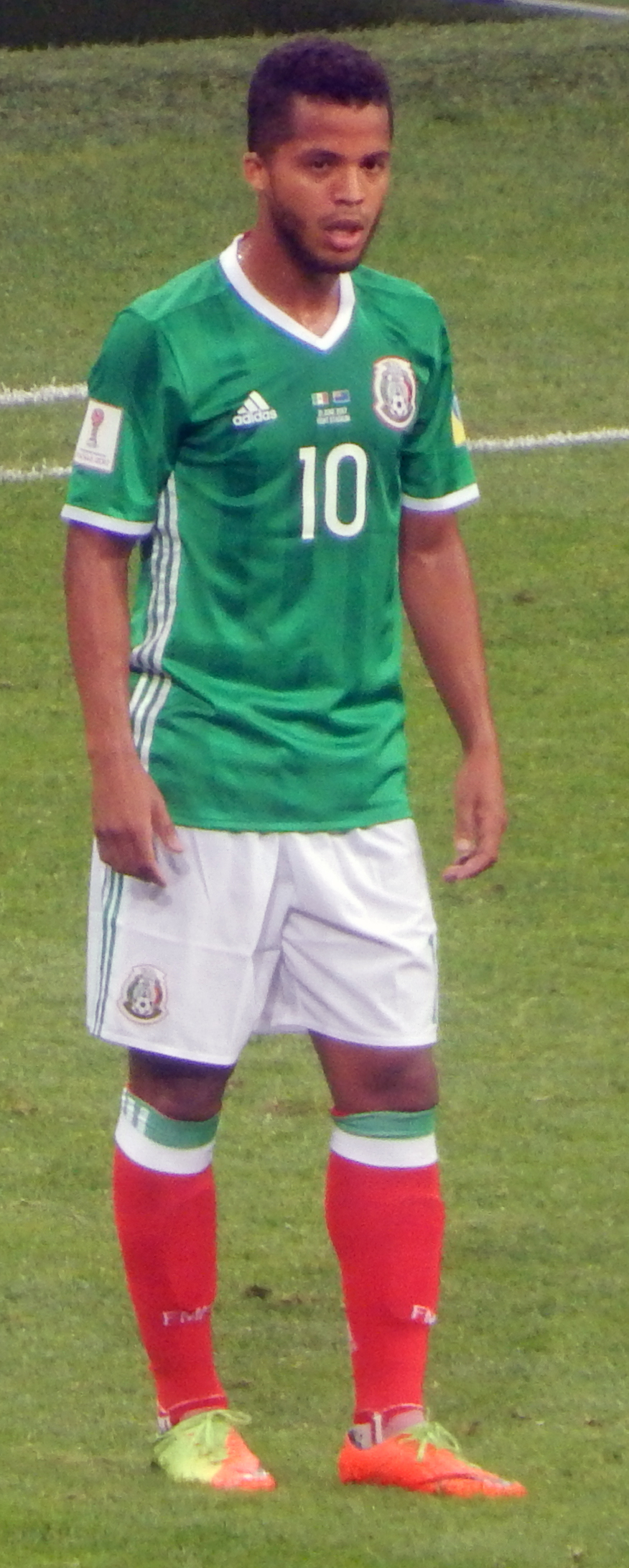
Dos Santos con la nazionale messicana durante la Confederations Cup 2017.

Si rivelò al Campionato mondiale di calcio Under-17, vinto nel 2005 con la selezione messicana giovanile. Viene convocato alla Gold Cup 2009, dove oltre a vincere la competizione vince anche il premio di miglior giocatore del torneo.
Convocato per il Mondiale 2010, dos Santos fornisce delle ottime prestazioni, che gli consentono di raggiungere il secondo posto nella classifica del Miglior giovane del campionato mondiale.
Successivamente partecipa anche alla Gold Cup 2011 dove si rende decisivo in finale mettendo a segno un bellissimo gol che gli regala il suo secondo trofeo internazionale..
Dos Santos ha inoltre fatto parte della nazionale olimpica che ha conquistato l'oro ai Giochi olimpici del 2012.
Convocato per il Mondiale 2014, dos Santos si vede annullare due gol all'esordio contro il Camerun (il primo in realtà era valido), ma il Messico riesce comunque a vincere 1-0. Superato il Girone A con 7 punti (secondo solo per differenza reti nonostante gli stessi punti del Brasile), il Messico affronta la nazionale olandese negli ottavi e dos Santos va in goal, siglando il vantaggio messicano nella partita poi persa per 2-1.

## Statistiche

### Presenze e reti nei club
Statistiche aggiornate al termine della carriera.
| Stagione                  | Squadra                   | Campionato                | Campionato | Campionato | Coppe nazionali | Coppe nazionali | Coppe nazionali | Coppe continentali | Coppe continentali | Coppe continentali | Altre coppe | Altre coppe | Altre coppe | Totale | Totale |
| Stagione                  | Squadra                   | Comp                      | Pres       | Reti       | Comp            | Pres            | Reti            | Comp               | Pres               | Reti               | Comp        | Pres        | Reti        | Pres   | Reti   |
| ------------------------- | ------------------------- | ------------------------- | ---------- | ---------- | --------------- | --------------- | --------------- | ------------------ | ------------------ | ------------------ | ----------- | ----------- | ----------- | ------ | ------ |
| 2006-2007                 | Barcellona B              | SDB                       | 27         | 6          | -               | -               | -               | -                  | -                  | -                  | -           | -           | -           | 37     | 6      |
| 2007-2008                 | Barcellona                | PD                        | 28         | 3          | CR              | 5               | 0               | UCL                | 5                  | 1                  | -           | -           | -           | 38     | 4      |
| 2008-mar. 2009            | Tottenham                 | PL                        | 6          | 0          | FACup+CdL       | 1+1             | 0               | CU                 | 4                  | 1                  | -           | -           | -           | 12     | 1      |
| mar.-giu. 2009            | Ipswich Town              | FLC                       | 8          | 4          | FACup+CdL       | -               | -               | -                  | -                  | -                  | -           | -           | -           | 8      | 4      |
| 2009-gen. 2010            | Tottenham                 | PL                        | 1          | 0          | FACup+CdL       | 0+2             | 0               | -                  | -                  | -                  | -           | -           | -           | 3      | 0      |
| gen.-giu. 2010            | Galatasaray               | SL                        | 14         | 0          | TK              | 2               | 0               | UEL                | 2                  | 0                  | -           | -           | -           | 16     | 0      |
| 2010-gen. 2011            | Tottenham                 | PL                        | 3          | 0          | FACup+CdL       | 0+1             | 0               | UCL                | 1                  | 0                  | -           | -           | -           | 5      | 0      |
| gen.-giu. 2011            | Racing Santander          | PD                        | 16         | 5          | CR              | 0               | 0               | -                  | -                  | -                  | -           | -           | -           | 18     | 5      |
| 2011-2012                 | Tottenham                 | PL                        | 7          | 0          | FACup+CdL       | 1+0             | 1+0             | UEL                | 4                  | 1                  | -           | -           | -           | 12     | 2      |
| Totale Tottenham          | Totale Tottenham          | Totale Tottenham          | 17         | 0          |                 | 6               | 1               |                    | 9                  | 2                  |             | -           | -           | 32     | 3      |
| 2012-2013                 | Maiorca                   | PD                        | 29         | 6          | CR              | 3               | 0               | -                  | -                  | -                  | -           | -           | -           | 32     | 6      |
| 2013-2014                 | Villarreal                | PD                        | 31         | 11         | CR              | 3               | 1               | -                  | -                  | -                  | -           | -           | -           | 34     | 12     |
| 2014-2015                 | Villarreal                | PD                        | 26         | 1          | CR              | 7               | 1               | UEL                | 7                  | 4                  | -           | -           | -           | 40     | 6      |
| Totale Villarreal         | Totale Villarreal         | Totale Villarreal         | 57         | 12         |                 | 10              | 2               |                    | 7                  | 4                  |             | -           | -           | 74     | 18     |
| 2015                      | Los Angeles Galaxy        | MLS                       | 10+1       | 3+0        | USOC            | 0               | 0               | CCL                | -                  | -                  | -           | -           | -           | 11     | 3      |
| 2016                      | Los Angeles Galaxy        | MLS                       | 28+3       | 13+1       | USOC            | 2               | 1               | CCL                | 4                  | 1                  | -           | -           | -           | 37     | 16     |
| 2017                      | Los Angeles Galaxy        | MLS                       | 25         | 6          | USOC            | 1               | 0               | -                  | -                  | -                  | -           | -           | -           | 26     | 6      |
| 2018                      | Los Angeles Galaxy        | MLS                       | 14         | 3          | USOC            | 0               | 0               | -                  | -                  | -                  | -           | -           | -           | 14     | 3      |
| Totale Los Angeles Galaxy | Totale Los Angeles Galaxy | Totale Los Angeles Galaxy | 77+4       | 25+1       |                 | 3               | 1               |                    | 4                  | 1                  |             | -           | -           | 88     | 28     |
| 2019-2020                 | América                   | PD                        | 21         | 2          | cMX             | 0               | 0               | CCL                | 2                  | 0                  | LC          | 1           | 0           | 24     | 2      |
| 2020-2021                 | América                   | PD                        | 18         | 2          | -               | -               | -               | CCL                | -                  | -                  | -           | -           | -           | 18     | 2      |
| Totale Club America       | Totale Club America       | Totale Club America       | 39         | 4          |                 | 0               | 0               |                    | 2                  | 0                  |             | 1           | 0           | 42     | 4      |
| Totale carriera           | Totale carriera           | Totale carriera           | 317        | 66         |                 | 29              | 4               |                    | 29                 | 8                  |             | 1           | 0           | 359    | 78     |

### Cronologia presenze e reti in nazionale
| Cronologia completa delle presenze e delle reti in nazionale ― Messico | Cronologia completa delle presenze e delle reti in nazionale ― Messico | Cronologia completa delle presenze e delle reti in nazionale ― Messico | Cronologia completa delle presenze e delle reti in nazionale ― Messico | Cronologia completa delle presenze e delle reti in nazionale ― Messico | Cronologia completa delle presenze e delle reti in nazionale ― Messico | Cronologia completa delle presenze e delle reti in nazionale ― Messico | Cronologia completa delle presenze e delle reti in nazionale ― Messico |
| Data                                                                   | Città                                                                  | In casa                                                                | Risultato                                                              | Ospiti                                                                 | Competizione                                                           | Reti                                                                   | Note                                                                   |
| ---------------------------------------------------------------------- | ---------------------------------------------------------------------- | ---------------------------------------------------------------------- | ---------------------------------------------------------------------- | ---------------------------------------------------------------------- | ---------------------------------------------------------------------- | ---------------------------------------------------------------------- | ---------------------------------------------------------------------- |
| 9-9-2007                                                               | Puebla                                                                 | Messico                                                                | 1 – 0                                                                  | Panama                                                                 | Amichevole                                                             | -                                                                      | 46’                                                                    |
| 12-9-2007                                                              | Foxborough                                                             | Brasile                                                                | 3 – 1                                                                  | Messico                                                                | Amichevole                                                             | -                                                                      | 73’                                                                    |
| 14-10-2007                                                             | Ciudad Juárez                                                          | Messico                                                                | 2 – 2                                                                  | Nigeria                                                                | Amichevole                                                             | -                                                                      | 57’                                                                    |
| 17-10-2007                                                             | Los Angeles                                                            | Guatemala                                                              | 3 – 2                                                                  | Messico                                                                | Amichevole                                                             | -                                                                      | 46’                                                                    |
| 6-2-2008                                                               | East Rutherford                                                        | Stati Uniti                                                            | 2 – 2                                                                  | Messico                                                                | Amichevole                                                             | -                                                                      | 71’                                                                    |
| 20-8-2008                                                              | Città del Messico                                                      | Messico                                                                | 2 – 1                                                                  | Honduras                                                               | Qual. Mondiali 2010                                                    | -                                                                      | 56’                                                                    |
| 6-9-2008                                                               | Città del Messico                                                      | Messico                                                                | 3 – 0                                                                  | Giamaica                                                               | Qual. Mondiali 2010                                                    | -                                                                      | 71’                                                                    |
| 10-9-2008                                                              | Tijuana                                                                | Messico                                                                | 2 – 1                                                                  | Canada                                                                 | Qual. Mondiali 2010                                                    | -                                                                      | 52’                                                                    |
| 15-10-2008                                                             | Kingston                                                               | Giamaica                                                               | 1 – 0                                                                  | Messico                                                                | Qual. Mondiali 2010                                                    | -                                                                      |                                                                        |
| 15-10-2008                                                             | Edmonton                                                               | Canada                                                                 | 2 – 2                                                                  | Messico                                                                | Qual. Mondiali 2010                                                    | -                                                                      |                                                                        |
| 12-2-2009                                                              | Columbus                                                               | Stati Uniti                                                            | 2 – 0                                                                  | Messico                                                                | Qual. Mondiali 2010                                                    | -                                                                      | 71’                                                                    |
| 10-6-2009                                                              | Città del Messico                                                      | Messico                                                                | 2 – 1                                                                  | Trinidad e Tobago                                                      | Qual. Mondiali 2010                                                    | -                                                                      | 75’                                                                    |
| 25-6-2009                                                              | Atlanta                                                                | Messico                                                                | 4 – 0                                                                  | Venezuela                                                              | Amichevole                                                             | 2                                                                      | 71’                                                                    |
| 5-7-2009                                                               | Oakland                                                                | Messico                                                                | 2 – 0                                                                  | Nicaragua                                                              | Gold Cup 2009 - 1º turno                                               | -                                                                      |                                                                        |
| 9-7-2009                                                               | Houston                                                                | Messico                                                                | 1 – 1                                                                  | Panama                                                                 | Gold Cup 2009 - 1º turno                                               | -                                                                      |                                                                        |
| 12-7-2009                                                              | Phoenix                                                                | Messico                                                                | 2 – 1                                                                  | Guadalupa                                                              | Gold Cup 2009 - 1º turno                                               | -                                                                      | 65’                                                                    |
| 19-7-2009                                                              | Arlington                                                              | Messico                                                                | 4 – 0                                                                  | Haiti                                                                  | Gold Cup 2009 - Quarti di finale                                       | 1                                                                      |                                                                        |
| 23-7-2009                                                              | Chicago                                                                | Costa Rica                                                             | 1 – 1 dts (3 – 5 dtr)                                                  | Messico                                                                | Gold Cup 2009 - Semifinale                                             | -                                                                      |                                                                        |
| 26-7-2009                                                              | Harrison                                                               | Stati Uniti                                                            | 0 – 5                                                                  | Messico                                                                | Gold Cup 2009 - Finale                                                 | 1                                                                      |                                                                        |
| 12-8-2009                                                              | Monterrey                                                              | Messico                                                                | 2 – 1                                                                  | Stati Uniti                                                            | Qual. Mondiali 2010                                                    | -                                                                      | 85’                                                                    |
| 5-9-2009                                                               | San José                                                               | Costa Rica                                                             | 0 – 3                                                                  | Messico                                                                | Qual. Mondiali 2010                                                    | 1                                                                      | 80’                                                                    |
| 9-9-2009                                                               | Guadalajara                                                            | Messico                                                                | 1 – 0                                                                  | Honduras                                                               | Qual. Mondiali 2010                                                    | -                                                                      | 80’                                                                    |
| 3-3-2010                                                               | Los Angeles                                                            | Messico                                                                | 2 – 0                                                                  | Nuova Zelanda                                                          | Amichevole                                                             | -                                                                      |                                                                        |
| 24-5-2010                                                              | Londra                                                                 | Inghilterra                                                            | 3 – 1                                                                  | Cile                                                                   | Amichevole                                                             | -                                                                      | 67’ 71’                                                                |
| 26-5-2010                                                              | Friburgo in Brisgovia                                                  | Paesi Bassi                                                            | 2 – 1                                                                  | Messico                                                                | Amichevole                                                             | -                                                                      | 54’                                                                    |
| 3-6-2010                                                               | Bruxelles                                                              | Italia                                                                 | 1 – 2                                                                  | Messico                                                                | Amichevole                                                             | -                                                                      | 53’                                                                    |
| 11-6-2010                                                              | Johannesburg                                                           | Sudafrica                                                              | 1 – 1                                                                  | Messico                                                                | Mondiali 2010 - 1º turno                                               | -                                                                      |                                                                        |
| 17-6-2010                                                              | Polokwane                                                              | Francia                                                                | 0 – 2                                                                  | Messico                                                                | Mondiali 2010 - 1º turno                                               | -                                                                      |                                                                        |
| 22-6-2010                                                              | Rustenburg                                                             | Messico                                                                | 0 – 1                                                                  | Uruguay                                                                | Mondiali 2010 - 1º turno                                               | -                                                                      |                                                                        |
| 27-6-2010                                                              | Johannesburg                                                           | Argentina                                                              | 3 – 1                                                                  | Messico                                                                | Mondiali 2010 - Ottavi di finale                                       | -                                                                      |                                                                        |
| 11-8-2010                                                              | Città del Messico                                                      | Messico                                                                | 1 – 1                                                                  | Spagna                                                                 | Amichevole                                                             | -                                                                      | 65’                                                                    |
| 4-9-2010                                                               | Città del Messico                                                      | Messico                                                                | 1 – 2                                                                  | Ecuador                                                                | Amichevole                                                             | -                                                                      |                                                                        |
| 7-9-2010                                                               | Monterrey                                                              | Messico                                                                | 1 – 0                                                                  | Colombia                                                               | Amichevole                                                             | -                                                                      | 73’                                                                    |
| 12-10-2010                                                             | Città del Messico                                                      | Messico                                                                | 2 – 2                                                                  | Venezuela                                                              | Amichevole                                                             | 1                                                                      |                                                                        |
| 9-2-2011                                                               | Atlanta                                                                | Messico                                                                | 2 – 0                                                                  | Bosnia ed Erzegovina                                                   | Amichevole                                                             | -                                                                      | 58’                                                                    |
| 26-3-2011                                                              | Oakland                                                                | Messico                                                                | 3 – 1                                                                  | Paraguay                                                               | Amichevole                                                             | -                                                                      | 70’                                                                    |
| 29-3-2011                                                              | San Diego                                                              | Messico                                                                | 1 – 1                                                                  | Venezuela                                                              | Amichevole                                                             | -                                                                      | 70’                                                                    |
| 28-5-2011                                                              | Seattle                                                                | Messico                                                                | 1 – 1                                                                  | Ecuador                                                                | Amichevole                                                             | -                                                                      | 68’                                                                    |
| 2-6-2011                                                               | Denver                                                                 | Messico                                                                | 3 – 0                                                                  | Nuova Zelanda                                                          | Amichevole                                                             | 2                                                                      | 46’                                                                    |
| 5-6-2011                                                               | Arlington                                                              | Messico                                                                | 5 – 0                                                                  | El Salvador                                                            | Gold Cup 2011 - 1º turno                                               | -                                                                      | 69’                                                                    |
| 9-6-2011                                                               | Charlotte                                                              | Messico                                                                | 5 – 0                                                                  | Cuba                                                                   | Gold Cup 2011 - 1º turno                                               | 2                                                                      |                                                                        |
| 12-6-2011                                                              | Chicago                                                                | Messico                                                                | 4 – 1                                                                  | Costa Rica                                                             | Gold Cup 2011 - 1º turno                                               | -                                                                      | 73’                                                                    |
| 18-6-2011                                                              | New Jersey                                                             | Messico                                                                | 2 – 1                                                                  | Guatemala                                                              | Gold Cup 2011 - Quarti di finale                                       | -                                                                      | 78’                                                                    |
| 22-6-2011                                                              | Houston                                                                | Messico                                                                | 2 – 0 dts                                                              | Honduras                                                               | Gold Cup 2011 - Semifinale                                             | -                                                                      |                                                                        |
| 25-6-2011                                                              | Pasadena                                                               | Messico                                                                | 4 – 2                                                                  | Stati Uniti                                                            | Gold Cup 2011 - Finale                                                 | 1                                                                      |                                                                        |
| 4-7-2011                                                               | San Juan                                                               | Cile                                                                   | 2 – 1                                                                  | Messico                                                                | Coppa America 2011 - 1º turno                                          | -                                                                      |                                                                        |
| 8-7-2011                                                               | Mendoza                                                                | Perù                                                                   | 1 – 0                                                                  | Messico                                                                | Coppa America 2011 - 1º turno                                          | -                                                                      |                                                                        |
| 12-7-2011                                                              | La Plata                                                               | Uruguay                                                                | 1 – 0                                                                  | Messico                                                                | Coppa America 2011 - 1º turno                                          | -                                                                      | 46’                                                                    |
| 10-8-2011                                                              | Filadelfia                                                             | Stati Uniti                                                            | 1 – 1                                                                  | Messico                                                                | Amichevole                                                             | -                                                                      | 55’                                                                    |
| 2-9-2011                                                               | Breslavia                                                              | Polonia                                                                | 1 – 1                                                                  | Messico                                                                | Amichevole                                                             | -                                                                      | 65’                                                                    |
| 4-9-2011                                                               | Barcellona                                                             | Messico                                                                | 1 – 0                                                                  | Cile                                                                   | Amichevole                                                             | -                                                                      | 85’                                                                    |
| 11-10-2011                                                             | Torreón                                                                | Messico                                                                | 1 – 2                                                                  | Brasile                                                                | Amichevole                                                             | -                                                                      | 80’                                                                    |
| 12-11-2011                                                             | Santiago de Querétaro                                                  | Messico                                                                | 2 – 0                                                                  | Serbia                                                                 | Amichevole                                                             | -                                                                      | 52’                                                                    |
| 29-2-2012                                                              | Miami                                                                  | Messico                                                                | 0 – 2                                                                  | Colombia                                                               | Amichevole                                                             | -                                                                      | 60’                                                                    |
| 27-5-2012                                                              | New Jersey                                                             | Messico                                                                | 2 – 0                                                                  | Galles                                                                 | Amichevole                                                             | -                                                                      | 70’                                                                    |
| 31-5-2012                                                              | Chicago                                                                | Messico                                                                | 2 – 1                                                                  | Bosnia ed Erzegovina                                                   | Amichevole                                                             | 1                                                                      | 60’                                                                    |
| 3-6-2012                                                               | Dallas                                                                 | Messico                                                                | 2 – 0                                                                  | Brasile                                                                | Amichevole                                                             | 1                                                                      | 54’                                                                    |
| 8-6-2012                                                               | Città del Messico                                                      | Messico                                                                | 3 – 1                                                                  | Guyana                                                                 | Qual. Mondiali 2014                                                    | 1                                                                      | 61’                                                                    |
| 12-6-2012                                                              | San Salvador                                                           | El Salvador                                                            | 1 – 2                                                                  | Messico                                                                | Qual. Mondiali 2014                                                    | -                                                                      | 67’                                                                    |
| 6-2-2013                                                               | Città del Messico                                                      | Messico                                                                | 0 – 0                                                                  | Giamaica                                                               | Qual. Mondiali 2014                                                    | -                                                                      | 46’                                                                    |
| 22-3-2013                                                              | San Pedro Sula                                                         | Honduras                                                               | 2 – 2                                                                  | Messico                                                                | Qual. Mondiali 2014                                                    | -                                                                      | 76’                                                                    |
| 26-3-2013                                                              | Città del Messico                                                      | Messico                                                                | 0 – 0                                                                  | Stati Uniti                                                            | Qual. Mondiali 2014                                                    | -                                                                      |                                                                        |
| 4-6-2013                                                               | Kingston                                                               | Giamaica                                                               | 0 – 1                                                                  | Messico                                                                | Qual. Mondiali 2014                                                    | -                                                                      | 66’                                                                    |
| 7-6-2013                                                               | Panama                                                                 | Panama                                                                 | 0 – 0                                                                  | Messico                                                                | Qual. Mondiali 2014                                                    | -                                                                      | 68’                                                                    |
| 11-6-2013                                                              | Città del Messico                                                      | Messico                                                                | 0 – 0                                                                  | Costa Rica                                                             | Qual. Mondiali 2014                                                    | -                                                                      | 75’                                                                    |
| 16-6-2013                                                              | Rio de Janeiro                                                         | Messico                                                                | 1 – 2                                                                  | Italia                                                                 | Conf. Cup 2013 - 1º turno                                              | -                                                                      | 58’                                                                    |
| 19-6-2013                                                              | Fortaleza                                                              | Brasile                                                                | 2 – 0                                                                  | Messico                                                                | Conf. Cup 2013 - 1º turno                                              | -                                                                      |                                                                        |
| 22-6-2013                                                              | Belo Horizonte                                                         | Giappone                                                               | 1 – 2                                                                  | Messico                                                                | Conf. Cup 2013 - 1º turno                                              | -                                                                      | 78’                                                                    |
| 15-8-2013                                                              | East Rutherford                                                        | Messico                                                                | 4 – 1                                                                  | Costa d'Avorio                                                         | Amichevole                                                             | -                                                                      | 56’                                                                    |
| 7-9-2013                                                               | Città del Messico                                                      | Messico                                                                | 1 – 2                                                                  | Honduras                                                               | Qual. Mondiali 2014                                                    | -                                                                      |                                                                        |
| 11-9-2013                                                              | Columbus                                                               | Stati Uniti                                                            | 2 – 0                                                                  | Messico                                                                | Qual. Mondiali 2014                                                    | -                                                                      |                                                                        |
| 11-10-2013                                                             | Città del Messico                                                      | Messico                                                                | 2 – 1                                                                  | Panama                                                                 | Qual. Mondiali 2014                                                    | -                                                                      | 76’                                                                    |
| 15-10-2013                                                             | San José                                                               | Costa Rica                                                             | 2 – 1                                                                  | Messico                                                                | Qual. Mondiali 2014                                                    | -                                                                      | 66’                                                                    |
| 31-5-2014                                                              | Arlington                                                              | Messico                                                                | 3 – 1                                                                  | Ecuador                                                                | Amichevole                                                             | -                                                                      | 80’                                                                    |
| 3-6-2014                                                               | Chicago                                                                | Messico                                                                | 0 – 1                                                                  | Bosnia ed Erzegovina                                                   | Amichevole                                                             | -                                                                      | 71’                                                                    |
| 6-6-2014                                                               | Foxborough                                                             | Messico                                                                | 0 – 1                                                                  | Portogallo                                                             | Amichevole                                                             | -                                                                      | 58’                                                                    |
| 13-6-2014                                                              | Natal                                                                  | Messico                                                                | 1 – 0                                                                  | Camerun                                                                | Mondiali 2014 - 1º turno                                               | -                                                                      |                                                                        |
| 17-6-2014                                                              | Fortaleza                                                              | Brasile                                                                | 0 – 0                                                                  | Messico                                                                | Mondiali 2014 - 1º turno                                               | -                                                                      | 84’                                                                    |
| 23-6-2014                                                              | Recife                                                                 | Croazia                                                                | 1 – 3                                                                  | Messico                                                                | Mondiali 2014 - 1º turno                                               | -                                                                      | 63’                                                                    |
| 29-6-2014                                                              | Fortaleza                                                              | Paesi Bassi                                                            | 2 – 1                                                                  | Messico                                                                | Mondiali 2014 - Ottavi di finale                                       | 1                                                                      | 61’                                                                    |
| 6-9-2014                                                               | Santa Clara                                                            | Cile                                                                   | 0 – 0                                                                  | Messico                                                                | Amichevole                                                             | -                                                                      | 66’                                                                    |
| 12-11-2014                                                             | Amsterdam                                                              | Paesi Bassi                                                            | 2 – 3                                                                  | Messico                                                                | Amichevole                                                             | -                                                                      | 76’                                                                    |
| 18-11-2014                                                             | Barysaŭ                                                                | Bielorussia                                                            | 3 – 2                                                                  | Messico                                                                | Amichevole                                                             | -                                                                      |                                                                        |
| 29-3-2015                                                              | Los Angeles                                                            | Messico                                                                | 1 – 0                                                                  | Ecuador                                                                | Amichevole                                                             | -                                                                      | 76’                                                                    |
| 1-4-2015                                                               | Kansas City                                                            | Messico                                                                | 1 – 0                                                                  | Paraguay                                                               | Amichevole                                                             | -                                                                      | 78’                                                                    |
| 27-6-2015                                                              | Orlando                                                                | Messico                                                                | 2 – 2                                                                  | Costa Rica                                                             | Amichevole                                                             | 1                                                                      | 80’                                                                    |
| 1-7-2015                                                               | Houston                                                                | Messico                                                                | 0 – 0                                                                  | Honduras                                                               | Amichevole                                                             | -                                                                      | 66’                                                                    |
| 9-7-2015                                                               | Chicago                                                                | Messico                                                                | 6 – 0                                                                  | Cuba                                                                   | Gold Cup 2015 - 1º turno                                               | 1                                                                      | 66’                                                                    |
| 12-7-2015                                                              | Glendale                                                               | Guatemala                                                              | 0 – 0                                                                  | Messico                                                                | Gold Cup 2015 - 1º turno                                               | -                                                                      | 83’                                                                    |
| 15-7-2015                                                              | Charlotte                                                              | Messico                                                                | 4 – 4                                                                  | Trinidad e Tobago                                                      | Gold Cup 2015 - 1º turno                                               | -                                                                      | 46’                                                                    |
| 9-10-2016                                                              | Nashville                                                              | Messico                                                                | 2 – 1                                                                  | Nuova Zelanda                                                          | Amichevole                                                             | 1                                                                      |                                                                        |
| 12-10-2016                                                             | Bridgeview                                                             | Messico                                                                | 1 – 0                                                                  | Panama                                                                 | Amichevole                                                             | -                                                                      | Cap.                                                                   |
| 12-11-2016                                                             | Columbus                                                               | Stati Uniti                                                            | 1 – 2                                                                  | Messico                                                                | Qual. Mondiali 2018                                                    | -                                                                      |                                                                        |
| 15-11-2016                                                             | Panama                                                                 | Panama                                                                 | 0 – 0                                                                  | Messico                                                                | Qual. Mondiali 2018                                                    | -                                                                      | 60’                                                                    |
| 8-2-2017                                                               | Las Vegas                                                              | Messico                                                                | 1 – 0                                                                  | Islanda                                                                | Amichevole                                                             | -                                                                      | 46’                                                                    |
| 8-6-2017                                                               | Città del Messico                                                      | Messico                                                                | 3 – 0                                                                  | Honduras                                                               | Qual. Mondiali 2018                                                    | -                                                                      | 56’                                                                    |
| 18-6-2017                                                              | Kazan'                                                                 | Portogallo                                                             | 2 – 2                                                                  | Messico                                                                | Conf. Cup 2017 - 1º turno                                              | -                                                                      | 57’                                                                    |
| 21-6-2017                                                              | Soči                                                                   | Messico                                                                | 2 – 1                                                                  | Nuova Zelanda                                                          | Conf. Cup 2017 - 1º turno                                              | -                                                                      |                                                                        |
| 29-6-2017                                                              | Soči                                                                   | Germania                                                               | 4 – 1                                                                  | Messico                                                                | Conf. Cup 2017 - Semifinale                                            | -                                                                      | 62’                                                                    |
| 5-9-2017                                                               | San José                                                               | Costa Rica                                                             | 1 – 1                                                                  | Messico                                                                | Qual. Mondiali 2018                                                    | -                                                                      | 72’                                                                    |
| 6-10-2017                                                              | San Luis Potosí                                                        | Messico                                                                | 3 – 1                                                                  | Trinidad e Tobago                                                      | Qual. Mondiali 2018                                                    | -                                                                      | 61’                                                                    |
| 10-11-2017                                                             | Bruxelles                                                              | Belgio                                                                 | 3 – 3                                                                  | Messico                                                                | Amichevole                                                             | -                                                                      | 59’                                                                    |
| 31-1-2018                                                              | San Antonio                                                            | Messico                                                                | 1 – 0                                                                  | Bosnia ed Erzegovina                                                   | Amichevole                                                             | -                                                                      | Cap. 46’                                                               |
| 29-5-2018                                                              | Pasadena                                                               | Messico                                                                | 0 – 0                                                                  | Galles                                                                 | Amichevole                                                             | -                                                                      | 59’                                                                    |
| 3-6-2018                                                               | Città del Messico                                                      | Messico                                                                | 1 – 0                                                                  | Scozia                                                                 | Amichevole                                                             | 1                                                                      | 57’                                                                    |
| 9-6-2018                                                               | Brøndby                                                                | Danimarca                                                              | 2 – 0                                                                  | Messico                                                                | Amichevole                                                             | -                                                                      | 57’                                                                    |
| 23-6-2018                                                              | Rostov                                                                 | Corea del Sud                                                          | 1 – 2                                                                  | Messico                                                                | Mondiali 2018 - 1º turno                                               | -                                                                      | 77’                                                                    |
| Totale                                                                 |                                                                        | Presenze                                                               | 107                                                                    |                                                                        | Reti                                                                   | 19                                                                     |                                                                        |

## Palmarès

### Nazionale
- Campionato mondiale Under-17: 1

2005
- Gold Cup: 3

2009, 2011, 2015
- Oro olimpico: 1

Londra 2012

### Individuale
- Miglior giocatore della Gold Cup: 1

2009
- MLS Best XI: 1

2016